# Shuyushka wachi
Espèce
Shuyushka wachi est une espèce d'araignées aranéomorphes de la famille des Anyphaenidae.

## Distribution
Cette espèce est endémique de la province de Cotopaxi en Chili. Elle se rencontre dans la réserve biologique d'Otonga.

## Description
Le mâle holotype mesure 5,9 mm et la femelle paratype 5,6 mm.

## Publication originale
- Dupérré & Tapia, 2016 : Overview of the anyphaenids (Araneae, Anyphaeninae, Anyphaenidae) spider fauna from the Chocó forest of Ecuador, with the description of thirteen new species. European Journal of Taxonomy, vol. 255, p. 1-50 (texte intégral).